# ベシュ・オ・ドロム
ベシュ・オ・ドロム（ベショドロム）Besh o droM [ˈbeʃodrom]（ロマ語ロヴァリ方言表記では Besh o droM、国際表記では Beś o droM [beʃodrom]）はハンガリーのワールドミュージック・バンド。バルカン半島の音楽、ロマ音楽の影響を強く受けながらも、それにとどまらない独自のワールド・ミュージックを築き上げている。世界の民俗音楽をたくみに融合したその音楽性は、面白くも真剣で、東洋的かつ西洋的、民族的でありながら国境を越えたものであると形容される。なお、メンバーの氏名はハンガリーの方式に則って日本同様姓を先、名を後に表記してある。

## 来歴
ベシュ・オ・ドロムは1999年にハンガリーのブダペストで結成された。バンド名のベシュ・オ・ドロムとはロヴァリ方言（Lovari）のロマ語で「道に乗れ！」を意味する。これは「馬に乗れ！」を言い換えたもので、「出発しろ」とか「旅に出よ」という意味である。
2000年にリリースされた初アルバム『マチョー刺繍』(Macsó hímzés) は、ハンガリーでプラチナ・アルバムとなる売り上げを記録。2004年にはモントリオール国際ジャズフェスティバルに出演した。2004年にリリースされた3枚目のアルバム『ハイヨー！』(Gyí!) では、ユハース・ミズラ・モーニカ (ミツー)とサローキ・アーギ (Szalóki Ági) [ˈsɒloːkiˌɑ̈ːɡi] をゲストに迎え、ハンガリー語の歌を曲にのせる一方、曲そのものは現代的なグルーヴとバルカンの伝統的なリズムを混ぜ合わせたものであった。このアルバムもまたハンガリーでプラチナ・アルバムとなる売上げを記録した。2006年にリリースされた4枚目のアルバム『悪魔を捕まえたら...』(Ha megfogom az ördögöt…) はジプシーやハンガリー、トランシルヴァニア、ユダヤ、ルーマニア、ブルガリア、マケドニア、セルビア、ギリシャ、中近東などの曲やメロディを織り交ぜたユニークなスタイルである。2001年には『庭のはずれに』(Kertünk alatt) をリリースしている。

## メンバー
- バルツァ・ゲルゲイ (Barcza Gergely) [ˈbɒrʦɒˌgɛrgɛj] : サクソフォン、カヴァル、ナーイ、フルート
- ペッティク・アーダーム (Pettik Ádám) [ˈpɛtːikˌɑ̈ːdɑ̈ːm] : ダラブッカ、打楽器、ヴォーカル
- ベーケーシ・ラースロー (Békési László) [ˈbe̝ːke̝ːʃiˌlɑ̈ːsloː] : サクソフォン、クラリネット
- チュルクヤ・ヨージェフ (Csurkulya József) [ˈʧurkujaˌjoːʒɛf] : ツィター.
- シドー・アティッラ (Sidoo Attila) [ˈʃidoːˌɒtilːɒ] : ギター
- ヘル・アティッラ (Herr Attila) [ˈhɛrˌɒtilːɒ] : ベース
- マジャル・ボリ (Magyar Bori) [ˈmɒɟɒrˌbori] : ヴォーカル

## 元メンバーなど
- サローキ・アーギ  (Szalóki Ági [ˈsɒloːkiˌɑ̈ːɡi]) :1999年離脱
- ユハース・ミズラ・モーニカ [ˈjuhɑ̈ːsˌmiʦuɒˈmoːnikɒ] (ミツー)
- モノリ・アンドラーシュ (Monori András [ˈmonoriˌɒndrɑ̈ːʃ]) : 離脱後、自らのバンドを結成
- ファルカシュ・ロビ (Farkas Robi [ˈfɒrkɒʃˌrobi]) :2001年 リスト・フェレンツ音楽大学でヴァイオリンと作曲を学ぶために離脱
- K-ロイ (K-Roy [ˈkɑ̈ːroj]) : 2000年に24歳で死去。ハンガリー語で K の文字は [ˈkɑ̈ː] (カー）と発音するので、Roy と続けて発音すると、ハンガリー語の男性名の Károly [ˈkɑ̈ːroj]（カーロイ）となる

## アルバム

### Macsó hímzés（Macho Embroidery／マチョー刺繍） (2000)
マチョー・ヒームゼーシュ [ˈmɒʧoːˌhiːmze̝ːʃ]
- プラチナ・アルバム（ハンガリー）

1. Pusztitó
2. Space Maudi
3. 9S
4. Mahala
5. Katalin
6. Román swing
7. Lazitó
8. Talyata
9. Sufi light
10. Kecskés

### Nekemtenemmutogatol（指さすな／Can't Make Me） (2003)
ネケムテネンムトガトル（ネケム・テ・ネム・ムトガトル）[ˈnɛkemteˈnemmutogatol]
- ゴールド・アルバム（ハンガリー）

1. Nekemtenemmutogatol oro
2. Neyem, neyem...
3. Csángo Menyhért
4. Engem anyám megátkozott
5. Bevezetõ
6. Cigansko oro
7. Afgán
8. Csujogató
9. Pergetõ
10. Kocskáé
11. Kannaszóló
12. Igényes legényes
13. Manócsávó
14. Széles világ

### Gyí!（ハイヨー） (2005)
ジー [ˈɟiː]
- プラチナ・アルバム（ハンガリー）

1. Újcsocsek
2. Tortapapír
3. Makedón
4. Lei Toi
5. Fidóé
6. Meggyújtom a pipám
7. Kavalos
8. Lake Jakha
9. Mániás depresszió
10. Úgy elmennék

### Ha megfogom az ördögöt… （悪魔を捕まえたら...／Once I Catch The Devil...）(2006)
ハ・メグフォゴム・アズ・エルデゲト [ˌhɒˈmekfogoɒˌzørdøɡøt]
1. Dedoi
2. Ha megfogom az ördögöt
3. Bivaly
4. Ayelet chen
5. Gyere ki te gyöngyvirág
6. Rumelaj
7. Bonchidai
8. Egy ádáz csocsek
9. Amikor én még kissrác voltam
10. Kamionos Kút
11. Geampara
12. Cimbalmos

### Kertünk alatt （庭のはずれに／Down the Garden）(2011)
ケルテュンク・アラット [ˈkɛrtyŋkɒlɒtː]
1. Bűntető
2. Túl e vizen
3. Csángó leány
4. Kilti csocsek
5. Keluska
6. 7S
7. Kertünk alatt
8. Kovalam
9. Csávás
10. Pacsirta
11. Túl e vizen - Jutasi and Sab remix